# Chlooramfenicol
Chlooramfenicol is een bacteriostatisch antibioticum dat de synthese van eiwitten in bacteriën remt. Het wordt door de bacterie Streptomyces venezuelae geproduceerd maar kan inmiddels synthetisch worden vervaardigd. Chlooramfenicol is effectief tegen een breed spectrum aan micro-organismen, maar wordt vanwege ernstige bijwerkingen vooral gebruikt bij levensbedreigende infecties. Omdat chlooramfenicol de bloed-hersenbarrière heel makkelijk passeert wordt het gebruikt voor door stafylokokken veroorzaakte hersenabcessen. 
Alleen in de vorm van oogdruppels bij de behandeling van conjunctivitis en zalf bij beschadiging van de cornea is chlooramfenicol nog geregistreerd in Europa. In de derde wereld is het middel vanwege lage kosten en eenvoudige productie en hoge effectiviteit ondanks de bijwerkingen nog wel in gebruik. De andere drie indicaties kennen geen geregistreerd medicament meer. Er zal in voorkomende gevallen met magistrale bereidingen moeten worden gewerkt. Vanwege de steeds vaker voorkomende infecties met multiresistente bacteriën wordt het gebruik van chlooramfenicol wel heroverwogen.
Chlooramfenicol wordt onder andere gebruikt bij
- cholera;
- tetracycline-resistente Vibrio;
- oogdruppels bij bacteriële conjunctivitis (sinds december 2021 niet meer in België beschikbaar);
- de behandeling van (buik)tyfus;

Chlooramfenicol stopt bacteriegroei door binding aan het bacteriële ribosoom (blokkering van peptidyltransferase)
Chlooramfenicol is een verbinding met twee chirale centra en met twee voorkomende enantiomeren. Enkel de (R,R)-chlooramfenicol variant heeft antibacteriële activiteit; het (S,S)-chlooramfenicol enantiomeer is inactief.

## Bijwerkingen
- aplastische anemie
- beenmergdepressie
- Grey Baby Syndroom

Vanwege het Grey Baby Syndroom wordt het niet voorgeschreven aan zwangeren en zuigelingen. Omdat de nieren van pasgeborenen het medicijn nog niet kunnen verwerken wordt het gestapeld in de huid, waarvan deze een grijs uiterlijk krijgt. Ook orgaanfalen en dood behoren tot de mogelijke complicaties.
De stof is opgenomen in de lijst van essentiële geneesmiddelen van de WHO.